# غوشين (نيويورك)
غوشين (بالإنجليزية: Goshen, New York)‏ هي بلدة أمريكية تقع في الولايات المتحدة في نيويورك (ولاية). يقدر عدد سكانها بـ 13,687 نسمة .

## أعلام
- ويليام تومسون هويل
- آنا إليزابيث ديكنسون
- هارتلي سوير
- كيفن أوسوليفان